# المعهد النموذجي بمدنين
المعهد النموذجي بمدنين هو أحد المعاهد الثانوية التونسية النموذجية. يقع في مدينة مدنين. ويعتمد على النظام التعليمي التونسي ولكن يقع الدخول له عبر امتحان شهادة ختم التعليم الأساسي العام. وتتوج آخر سنة دراسية بامتحان الباكالوريا التونسية.
أنشئ هذا المعهد سنة 2001 بمدنين الجنوبية وهو منذ ذلك الحين لا ينفك يستقطب الطلاب الناجحين في امتحان ختم التعليم الأساسي العام والمتميزين حسب شروط القبول التي تفرضها وزارة التربية التونسية وهي منذ 2018 تتمثل في الحصول على معدل لا يقل عن 15 من 20 في هذا الامتحان (يدعى مناظرة ختم التعليم الاساسي أو مناظرة التاسعة "النوفيام") و الحصول على تصنيف من ضمن المقبولين يكون ضمن طاقة استيعاب المعهد.
في السنوات الأخيرة، قام متساكنو جزيرة جربة التابعة لولاية ولاية مدنين بالاحتجاج نظرا لعدم وجود معهد نموذجي في الجزيرة ولبعد المسافة التي تفصلهم عن مركز الولاية.

## وصلات خارجية
- موقع وزارة التعليم التونسية